# Sassetta
Sassetta é uma comuna italiana da região da Toscana, província de Livorno, com cerca de 548 habitantes. Estende-se por uma área de 26 km², tendo uma densidade populacional de 21 hab/km².